# 亨利·勒貝格
亨利·莱昂·勒貝格（Henri Léon Lebesgue，法語發音：[ɑ̃ʁi leɔ̃ ləbɛɡ]，1875年6月28日—1941年7月26日），法國數學家，最有名的貢獻是1902年提出的勒貝格積分。勒貝格積分的出现拓宽了积分学的研究范围。

## 生平
1875年6月28日，亨利·勒贝格出生于法国瓦兹省博韦。勒貝格的父亲是排字員，在勒貝格小時便因肺結核病逝，靠勒贝格的母亲一人支撑家庭。勒貝格的健康也不太好。勒贝格的母亲是一名老师。他在家中从小就能接触到许多书籍。后来他在上小学时表现出数学天赋，他的一位指导老师和社区协商，先后资助他去博韦中学（法語：Collège de Beauvais）、圣路易高中（法語：Lycée Saint-Louis）和路易大帝高中读书。
1894年，他入讀巴黎高等師範學院，1897年取得文憑。後來，他在圖書館讀到贝尔關於不連續函數的著作，認為這方面大有發展。

## 外部連結
- 《大英百科全书》中的条目：亨利·勒貝格（英文）
- 亨利·勒貝格在數學譜系計畫的資料。